# Argalista corallina
Argalista corallina is een slakkensoort uit de familie van de Colloniidae. De wetenschappelijke naam van de soort is voor het eerst geldig gepubliceerd in 1935 door Cotton & Godfrey.